# Paphiopedilum henryanum
Paphiopedilum henryanum Braem, 1987  è una pianta della famiglia delle Orchidacee.

## Descrizione
È un'orchidea di dimensioni medio piccole che cresce su rocce coperte di muschio (litofita). È costituita da un ciuffo di foglie, da tre a sei, lineari o lanceolato-ligulate, bilobate o trilobate all'apice, di colore verde scuro nella pagina superiore e più chiaro in quella inferiore. La fioritura avviene in autunno - inverno con un unico fiore che cresce su uno stelo eretto, lungo da 12 a 15 centimetri, di colore verde tendente al porpora e al marrone, pubescente. Il fiore, particolarmente appariscente, ceroso, con labello sacciforme di color roseo e petali e sepali si presentano caratteristicamente maculati..

## Distribuzione e habitat
La specie è originaria delle montagne al confine tra Cina e Vietnam dove cresce litofita in foreste miste di latifoglie e conifere, da 600 a 1400 metri di quota..

## Sinonimi
Paphiopedilum dollii Lückel, 1987

Paphiopedilum henryanum var. christae Braem, 1991

Paphiopedilum chaoi H.S.Hua, 1999

Paphiopedilum henryanum f. christae (Braem) O.Gruss & Roeth, 1999

Paphiopedilum henryanum f. album O.Gruss, 2002

Paphiopedilum tigrinum f. huberae Koop.,2002

Paphiopedilum henryanum f. chaoi (H.S.Hua) O.Gruss & M.Wolff, 2007

## Coltivazione
Questa pianta richiede humus fertile, esposizione a mezz'ombra, teme la luce diretta del sole e gradisce temperature medio-alte..